# Sarazm
Sarazm là một thị trấn cổ và jamoat ở tây bắc Tajikistan. Nó có lịch sử từ thiên nhiên kỷ thứ 4 TCN và ngày nay là một Di sản thế giới được UNESCO công nhận. Về mặt hành chính, nó nằm ở huyện Panjakent thuộc tỉnh Sughd.
Địa điểm khảo cổ của thành phố cổ Sarazm nằm gần Durman, một thị trấn nằm trong thung lũng Zarafshan ở tây bắc Tajikistan, gần biên giới với Uzbekistan.

## Khảo cổ học
Nằm cách 15 km về phía tây của Panjakent, địa điểm này nằm trên khu vực có chiều dài 1,5 km và rộng từ 0,4-0.9 km. Vào thời kỳ đỉnh cao, khu vực này có diện tích lên tới 90 ha.
Địa điểm này rất được các nhà khảo cổ học quan tâm vì nó tạo thành xã hội nông nghiệp tiền sử đầu tiên ở khu vực Trung Á. Hơn nữa, đây là khu vực xa nhất về phía đông bắc trong số các khu định cư nông nghiệp thời tiền sử. Sarazm là thành phố đầu tiên ở Trung Á duy trì quan hệ kinh tế với mạng lưới các khu định cư bao trùm một vùng lãnh thổ rộng lớn từ thảo nguyên Turkmenistan và biển Aral cho đến cao nguyên Iran và Sông Ấn. 